# Нестерчук Вадим Володимирович
Вадим Володимирович Нестерчук (1 листопада 1970, Калинівка — 24 червня 2013, ОАЕ) — український автогонщик. Багаторазовий учасник змагань ралі Дакар. Бізнесмен, ресторатор, благодійник.

## Біографія
Закінчив  Київський державний педагогічний інститут іноземних мов, Київський національний університет імені Тараса Шевченка (спеціальність «Фінанси і кредит»), Міжнародний інститут менеджменту (Програма MBA), Вищу школу економіки і  Лондонську школу бізнесу.
Більше 10 років керував групою компаній «Оптіма-лізинг» (серед них — «Sixt Україна», український лідер  прокату автомобілів). Власник  київського ресторану «Париж — Дакар».
Засновник Міжнародного благодійного фонду імені Івана Богуна (з 2015 року — БФ «Міжнародний фонд імені Вадима Нестерчука»).
Проживав у Києві.

## Спортивна кар'єра
Першим серйозним виступом для команди Sixt Ukraine був Дакар 2008. У тому році український прапор на бойовому автомобілі, підготовленому до Дакару, вперше помітили багато іноземних гонщиків. Однак Дакар 2008 скасований з міркувань безпеки, що було дійсно безпрецедентним кроком для організаторів, адже ще жодного разу в своїй історії це ралі не скасовували.
Участь у ралі-рейдах:
- 2007 — Бологе, Росія.
- 2008 — «Північний ліс» (Росія), Transorientale (Росія—Китай), Central Europe Rally серія «Дакар» (Угорщина—Румунія).
- 2009 — «Шовковий Шлях» серія «Дакар» (Росія—Казахстан—Туркменістан), «Дакар» (в екіпажі асистанс).
- 2010 — «Дакар» (Аргентина—Чилі), Кубок Світу з ралі-рейдів «Abu Dhabi Desert Challenge 2010» (Абу-Дабі), ралі серії Дакар «Шовковий Шлях» 2010 (Росія), Rally OiLybia of Morocco 2010 (Марокко).
- 2011 — Кубок Світу з ралі-рейдів «Abu Dhabi Desert Challenge 2011»; ралі серії Дакар «Шовковий Шлях» 2011 (4 місце); Ралі-рейд «Баха 1000» (Україна)
- 2012 — Кубок Світу з ралі-рейдів: Italian Baja 2012, Abu Dhabi Desert Challenge 2012, Seeline Cross-Country Rally (Катар), Ралі-рейд «Шовковий шлях 2012», Baja España Aragón 2012 (Іспанія), Ралі-рейд "Баха 1000 "(Україна), Кубок Дюн (Україна).

У 2008 році заснував першу повноцінну українську команду для участі в легендарному ралі-рейді «Дакар» і брав участь щорічно. Дакар 2013 — це був шостий[джерело?] Дакар в кар'єрі Нестерчука.

## Обставини загибелі
24 червня 2013 року Вадим Нестерчук загинув від теплового удару та зневоднення в пустельній місцевості ОАЕ під час підготовки до ралі «Ралі Шовковий шлях 2013». Трагедія сталася в другій половині дня.
Після тривалого тренування в пустелі, автомобіль команди застряг в піщаній пастці і після невдалих спроб вибратися з піску вийшов з ладу. Вадим Нестерчук відправив GPS координати місця розташування авто і відправився за допомогою до найближчої траси, лишивши біля автівки свого напарника, місцевого жителя. Пізніше Нестерчук також відправив координати свого нового місця розташування. Рятувальна група, прибувши на вказані місця, знайшла Нестерчука померлим.
Другого учасника екіпажу Нестерчука було врятовано.

## Родина
Дружина, Наталія Євгенівна Нестерчук.
Діти, син і дочка.